# Paul Heinrich Otto Eisenach
Paul Heinrich Otto Eisenach ( 1847 - 1917 ) fue un botánico alemán.
- La abreviatura «Eisenach» se emplea para indicar a Paul Heinrich Otto Eisenach como autoridad en la descripción y clasificación científica de los vegetales.[1]